# Frigyes Barna
Frigyes Barna, född 27 februari 1896 i Budapest, död 31 januari 1958 i Kitzbühel, Österrike, var en ungersk ishockeyspelare. Han var med i det ungerska ishockeylandslaget som kom på elfte plats, vilket innebar sista plats, i Olympiska vinterspelen 1928 i Sankt Moritz.